# Judge Parker
Judge Parker est une série de bande dessinée sentimentale américaine diffusée depuis novembre 1952 dans la presse américaine, actuellement par King Features Syndicate.
Créée sous le pseudonyme « Paul Nichols » par le psychiatre Nicholas P. Dallis (qui avait créé peu avant Rex Morgan, M.D.) et le dessinateur Dan Heilman (en) (1952-1965), ce soap opera en bande dessinée inspiré a par la suite eu pour dessinateurs principaux Harold LeDoux (en) (1965-2006), Eduardo Barreto (en) (2006-2010) et Mike Manley (en) (depuis 2010) et pour scénariste Woody Wilson (en) (1990-2016) et Francesco Marciuliano (en) (depuis 2016).
Parker est un juge qui, confronté aux principaux problèmes de la société américaine, exerce son métier avec discernement. En 2009, son fils Randy lui succède comme nouveau juge Parker.